# Neorupilia fusca
Neorupilia fusca là một loài bọ cánh cứng trong họ Chrysomelidae. Loài này được Oke miêu tả khoa học năm 1932.